# Идеальная решётка
Идеальная решётка — определённая математическая структура, которая используется для уменьшения числа параметров, необходимых для описания решёток (представляющих собой свободные коммутативные группы конечного ранга). Данный вид решёток часто встречается во многих областях математики, в частности, в разделе теории чисел. Таким образом идеальные решётки более эффективны в применении, чем другие решётки, применяющихся в криптографии. Идеальные решётки используются в криптографических системах с открытым ключом NTRUEncrypt и NTRUSign для построения эффективных криптографических примитивов. Также идеальные решётки составляют фундаментальную основу квантовой криптографии, которая защищает от атак, связанных с квантовыми компьютерами.

## Введение
Схемы RSA и ECC, основанные либо на сложности факторизации, либо на сложности проблемы дискретного логарифма, являются самыми популярными асимметричными криптосистемами, которые для шифрования информации и её последующего расшифровывания используют различные ключи. Несмотря на преобладание схем RSA и ECC, они, как известно, подвержены атакам с использованием квантовых компьютеров. Кроме того, RSA и ECC довольно неэффективны на очень небольших и ограниченных устройствах, таких как 8-битные микроконтроллеры AVR, использующиеся по сей день в различных областях, таких как робототехника, энергетика, спутниковые системы связи и многие другие. Возможной альтернативой упомянутых схем являются асимметричные криптосистемы, основанные на жёстких задачах в идеальных решётках. Специальная алгебраическая структура идеальных решёток позволяет значительно уменьшить размеры ключа и шифротекста, обеспечивая при этом эффективную арифметику с использованием теоретико-числового преобразования. Таким образом благодаря использованию идеальных решёток повышается степень защиты зашифрованной информации.

## Базовые понятия
Теория решёток может быть описана с помощью линейной алгебры. Решётка обычно рассматривается как любая равномерно распределённая сетка точек в n-мерном реальном линейном пространстве {\displaystyle R^{n}} со всеми координатами, являющимися целыми числами. Это множество образует группу при сложении по координатам и является дискретным, что означает, что для каждой точки в множестве есть открытый шар вокруг неё, который не содержит никакой другой точки множества, таким образом решёткой называется множество всех целочисленных линейных комбинаций заданного набора линейно независимых точек в {\displaystyle Z^{n}}. Решётки — являются группами, а идеальные решётки идеалами.
В частности, идеальные решётки соответствуют кольцам вида {\displaystyle \mathbb {Z} [x]/\langle f\rangle } для некоторого неприводимого многочлена {\displaystyle f} степени {\displaystyle n}. Основная операция в идеальной решёточной криптографии — полиномиальное умножение.

## Математическое определение идеальной решётки
Идеальная решётка — это целочисленная решётка {\displaystyle {\mathcal {L}}(I)\subseteq \mathbb {Z} ^{n}} такая, что для некоторого заданного базиса {\displaystyle B\in \mathbb {Z} ^{(n,n)}} такого, что {\displaystyle B=} {\displaystyle \lbrace (g\ {\bmod {\ }}\ f):g\in \mathbb {Z} [x]\rbrace } и для некоторого приведённого многочлена {\displaystyle f} степени {\displaystyle n} существует идеал {\displaystyle I\subseteq \mathbb {Z} [x]/\langle f\rangle }
Ограничения, накладываемые на {\displaystyle f}:
- {\displaystyle f} — должен быть неприводимым
- норма кольца {\displaystyle \lVert g\rVert _{f}} не должна быть больше, чем норма {\displaystyle \lVert g\rVert _{\infty }} для любого многочлена {\displaystyle g}

Лемма
Если {\displaystyle f} является нормированным неприводимым целочисленным многочленом степени {\displaystyle n}, то любой идеал есть изоморфная решётка полного ранга в {\displaystyle \mathbb {Z} ^{n}},то есть базис состоит из {\displaystyle n} линейно независимых векторов, координаты которых и являются коэффициентам многочлена {\displaystyle f} степени {\displaystyle n}

## Алгоритм идентификации идеальных решёток с базисами полного ранга
Пусть задан базис {\displaystyle B\in \mathbb {Z} ^{(n,n)}} 
Условие: если {\displaystyle B} охватывает идеальную решётку относительно параметра {\displaystyle q}, тогда правда, иначе ложь
1. привести {\displaystyle B} к эрмитовой форме
2. {\displaystyle A={\rm {adj}}(B)}, то есть {\displaystyle B} — присоединённая матрица, {\displaystyle d=\det(B)} — детерминант и {\displaystyle z=B_{(n,n)}}
3. {\displaystyle P=AMB{\bmod {\ }}d}
4. если все столбцы {\displaystyle P} кроме последнего нулевые тогда
5. положить в {\displaystyle c=P_{(\centerdot ,n)}} ненулевой столбец (а именно, последний столбец {\displaystyle P})
6. иначе вернуть ложь
7. если {\displaystyle z\mid c_{i}}, то есть множество элементов z, удовлетворяющих {\displaystyle c_{i}} для всех {\displaystyle i=1,\dots ,n} тогда
8. применить китайскую теорему об остатках для нахождения {\displaystyle q^{\ast }\equiv \ (c/z){\bmod {\ }}(d/z)} и {\displaystyle q^{\ast }\equiv 0{\bmod {\ }}z}
9. иначе вернуть ложь
10. если {\displaystyle Bq^{\ast }\equiv 0{\bmod {\ }}(d/z)} тогда
11. вернуть правду, {\displaystyle q=Bq^{\ast }/d}
12. иначе вернуть ложь

Дополнение: матрица {\displaystyle M} принимает вид 

{\displaystyle M={\begin{pmatrix}0&.&.&.&0\\&&&&.\\&&&&.\\I_{n-1}&&&&.\\&&&&0\end{pmatrix}}}

### Пример использования алгоритма идентификации идеальных решёток с базисами полного ранга
Используя данный алгоритм, можно убедиться в том, что немногие решётки являются идеальными решётками.

Рассмотрим пример:
Пусть {\displaystyle n=2} и {\displaystyle k\in \mathbb {Z} \setminus \lbrace 0,\pm 1\rbrace }, тогда
{\displaystyle B_{1}={\begin{pmatrix}k&0\\0&1\end{pmatrix}}}
является идеальной, в отличие от
{\displaystyle B_{2}={\begin{pmatrix}1&0\\0&k\end{pmatrix}}}
{\displaystyle B_{2}} с {\displaystyle k=2} пример, придуманным Любашевским В. и Миссиансио Д.
Для использования данного алгоритма, матрица {\displaystyle B} обязана являться эрмитовой нормальной формой, таким образом первый шаг алгоритма обязателен к выполнению. Детерминант равен{\displaystyle d=2}, а присоединённая матрица
{\displaystyle A={\begin{pmatrix}2&0\\0&1\end{pmatrix}}}
{\displaystyle M={\begin{pmatrix}0&0\\1&0\end{pmatrix}}}
и наконец, произведение матриц {\displaystyle P=AMB{\bmod {d}}} есть
{\displaystyle P={\begin{pmatrix}0&0\\1&0\end{pmatrix}}.}
На этом этапе алгоритм останавливается, потому что все столбцы {\displaystyle P} кроме последнего, должны быть равны нулю, если {\displaystyle B} является идеальной решёткой.

## Распространённые задачи теории решёток
- поиск кратчайшего вектора — поиск кратчайшего ненулевого вектора, по представленной произвольными базисными векторами решётке. В действительности, обычно рассматривается приближённый вариант задачи поиска кратчайшего вектора, целью которой — получение вектора в решётке, длина которого не превосходит длину кратчайшего ненулевого вектора в μ(n)-раз, где μ(n)- коэффициент приближения, а {\displaystyle n}- размерность решётки.[8]
- поиск ближайшего вектора — обобщение задачи поиска кратчайшего вектора[9]
- поиск кратчайших независимых векторов[10].

## Применение идеальных решёток

### Хэш-функции, устойчивые к коллизиям
Устойчивая к коллизиям хеш-функция — это функция заданная отображением {\displaystyle h_{k}}{\displaystyle :D\rightarrow R} так, что мощность множества (области некоторого числового пространства) {\displaystyle D} больше мощности множества {\displaystyle R}, {\displaystyle |R|}{\displaystyle \ll }{\displaystyle |D|}, тем самым затрудняя нахождение коллизии, то есть пару {\displaystyle x_{1},x_{2}\in D,h(x_{1})=h(x_{2})}. Таким образом, по случайно выбранному {\displaystyle k} ни один злоумышленник не сможет эффективно (за разумное время) найти коллизии в {\displaystyle h_{k}}, даже несмотря на тот факт, что коллизии присутствуют.
Основное использование идеальных решёток в криптографии связано с тем, что достаточно эффективные и практичные коллизионные хэш-функции могут быть построены на основе твёрдости нахождения приближённого кратчайшего вектора в таких решётках. Группы учёных, изучающие идеальные криптографические решётки, исследовали коллизионные устойчивые хэш-функции, построенные на основе идеальных решёток, а именно Пейкрет К. и Розен С.. Эти результаты проложили путь для других эффективных криптографических конструкций, включая схемы идентификации и подписи.
Лобашевский В. и Миссиансио Д. предложили конструкции эффективных и устойчивых к коллизиям хэш-функций, которые могут быть доказаны на основе наихудшей жёсткости задачи о кратчайшем векторе для идеальных решёток. Тем самым были определены рассматриваемые семейства хэш-функции для элементов:
{\displaystyle h(b)=\sum _{i=1}^{m}\alpha _{i}\centerdot b_{i}}, где {\displaystyle m} есть выборка случайных элементов из {\displaystyle a_{1},\dots ,a_{m}\in R=\mathbb {Z} _{p}[x]/\langle f\rangle }, {\displaystyle b=(b_{1},...,b_{m})\in D^{m}} .
В данном случае размер ключа, то есть хэш-функции определяется как {\displaystyle O(mn\log p)=O(n\log n)}, используя алгоритм быстрого преобразования Фурье, для подходящего {\displaystyle f}, операция {\displaystyle \alpha _{i}\centerdot b_{i}} может быть выполнена за время {\displaystyle O(n\log n\log \log n)}. Поскольку {\displaystyle m} есть константой, то для хеширования требуется конечное время {\displaystyle O(n\log n\log \log n)}.{\displaystyle }

### Цифровые подписи
Схемы цифровых подписей относятся к числу наиболее важных криптографических примитивов. Они могут быть получены с помощью односторонних функций, основанных на наихудшей жёсткости решёточных задач, однако являются непрактичными. С момента использования проблемы обучения с ошибками в криптографическом контексте был разработан ряд новых схем цифровой подписи, основанных на обучении с ошибками и кольцевом обучении с ошибками.
Прямое построение цифровых подписей основано на сложности аппроксимации кратчайшего вектора в идеальных решётках. Схема Любашёвского В. и Миссиансио Д., основанная на идеальных решётках, имеет гарантии безопасности даже в худшем случае и является наиболее асимптотически эффективной конструкцией, известной на сегодняшний день, также позволяющей генерировать сигнатуры и проверять алгоритмы, работающие за почти линейное время.
Одна из главных открытых проблем, которые были подняты в описанных выше работах, заключается в создании одноразовой подписи с аналогичной эффективностью, но основанной на более слабом допущении твёрдости. Например, было бы здорово обеспечить однократную подпись с защитой, основанную на сложности аппроксимации задачи кротчайшего вектора (SVP) (в идеальных решётках) с точностью до {\displaystyle {\tilde {O}}(n)}.
Построение таких цифровых подписей основано на стандартном преобразовании одноразовых подписей (то есть подписей, которые позволяют надёжно подписывать одно сообщение) в общие схемы подписи вместе с новой конструкцией одноразовой подписи на основе решётки, безопасность которой, в конечном счёте, основана на наихудшей жёсткости аппроксимации кратчайшего вектора во всех решётках, соответствующий идеалам в кольце {\displaystyle \mathbb {Z} [x]/\langle f\rangle } для любого неприводимого многочлена {\displaystyle f}.

### Хэш-функция SWIFT
Хэш-функция достаточно эффективна и может быть вычислена асимптотически за {\displaystyle {\tilde {O}}(m)} время с использованием быстрого преобразования Фурье по комплексным числам. Однако на практике это несёт значительные накладные расходы. Набор криптографических хеш-функций с доказанной стойкостью SWIFFT, определённый Миссиансио Д. и Регевом, по сути, высоко оптимизированный вариант хэш-функции, описанной выше с использованием быстрого преобразования Фурье в {\displaystyle \mathbb {Z} _{q}}. Вектор f определён в {\displaystyle (1,0,\dots ,0)\in \mathbb {Z} ^{n}} для {\displaystyle n} равного степени 2, так что соответствующий полином {\displaystyle x^{n}+1} является неприводимым многочленом. Обнаружение коллизий функций SWIFFT равносильно нахождению коллизиций в базовой функции идеальной решётки{\displaystyle f_{A}}. Заявленное свойство коллизий SWIFFT поддерживается при наихудшем случае в задачах на идеальных решётках.
Алгоритм хэш-функции SWIFFT :
- Параметры: Натуральные числа {\displaystyle n,m,q,d} такие, что {\displaystyle n} степень двойки, {\displaystyle q} простое, {\displaystyle 2n\mid (q-1)} и {\displaystyle n\mid m}.
- Ключ: {\displaystyle m/n} векторы {\displaystyle {\tilde {a}}_{1},...,{\tilde {a}}_{m/n}} выбраны независимо и случайным образом в {\displaystyle \mathbb {Z} _{q}^{n}}.
- Вход: {\displaystyle m/n} вектора {\displaystyle y^{(1)},\dots ,y^{(m/n)}\in \lbrace 0,\dots ,d-1\rbrace ^{n}}.
- Выход: вектор {\displaystyle \sum _{i=1}^{m/n}{\tilde {a}}^{(i)}\odot ({\textbf {W}}y^{(i)})\in \mathbb {Z} _{q}^{n}}, где {\displaystyle \odot } — компонентное векторное произведение, а {\displaystyle {\textbf {W}}\in \mathbb {Z} _{q}^{n\times n}} — обратимой матрицей над {\displaystyle \mathbb {Z} _{q}}